# Učinoda
Učinoda (japonsky 内之田駅, Učinoda-eki) je neobsazená železniční stanice společnosti JR Kjúšú na trati Ničinan. Zastavují zde pouze osobní vlaky.